# 丁祝
丁柷（1487年—？），字汝和，號篑山，直隸安慶府懷寧縣人，匠籍，明朝政治人物。

## 生平
應天府鄉試第四十九名舉人。嘉靖八年（1529年）中式己丑科會試第二百四名，登第三甲第三十五名進士。官东阳知县，家居卒。

## 家族
曾祖丁元亨；祖父丁澗，曾任義官；父丁僖，贈監察御史。母危氏（贈孺人）。永感下。兄丁楷，監察御史；丁楫，监生。弟丁栝，医官；丁桂；丁楩：丁檟。